# عبد اللطيف فتحي
عبد اللطيف فتحي (1916- 1986 م)، مخرج وممثل وكاتب سوري من الروَّاد، عمل في المسرح والإذاعة والتلفزة، وهو مهندس (تشويم) المسرح السوري؛ بنقله من اللهجة المصرية إلى العامية الدمشقية. امتدَّت مسيرته الفنية خمسين عامًا. اشتَهَر بشخصية (بدري أبو كلبشة).

## ولادته ونشأته
وُلد عبد اللطيف بن محمد علي فتحي القصبللي بحي سوق ساروجا، عام 1916م، وكان والده ضابطًا في الجيش العثماني.
دَرَس في مدارس دمشق الحكومية ولم يُكمل تحصيله العلمي للتفرغ للفن. انضم سنة 1934 إلى نادي إيزيس الفني الذي كان يرأسه جودت الركابي ومنه انتقل إلى فرقة حسن حمدان أولًا ثم إلى فرقة عطية محمد المصرية التي كانت تُقدم عروضًا غنائية واستعراضية في سورية ولبنان. ثم أسس بالتعاون مع الشاعر الشعبي عبد الغني الشيخ فرقةً خاصة سنة 1936، أطلق عليها اسم (ميوزك هول)، ثم التحق بفرقة أمين عطا الله المصرية الشهيرة، ممثلًا ومساعدًا للمخرج مراد أصلان. وكان يمثل حينئذ باللهجة المصرية.

## انطلاقته الفنية
أسس فرقته الخاصة التي تقدم عروضًا في مختلف المحافظات السورية (المسرح الجوال)، ثم سافر مع فرقته إلى العديد من الدول العربية وكان يقدِّم مسرحية الفصل الواحد مع فقرات فنية من (إسكتشات) و(منلوجات). وبدأ بإعداد الأعمال المسرحية باللهجة الشامية فكان أولَ من أدخل اللهجة الشامية إلى المسرح السوري.

عبد اللطيف فتحي في دور بدري أبو كلبشة

أسَّس في الستينيات من القرن العشرين فرقة مسرحية قدَّمت عشرات الأعمال بثلاثة فصول، واشتَهَر بقوله (يا ساتر) قبل ظهوره على عتبة المسرح، وأخرج عددًا من المسرحيات، وشارك في بطولة الكثير منها، وكان له مسرحيةٌ في كل عام على مسرح الحمراء حيث قدم من المسرح العالمي: مسرحية البخيل، وترويض الشرسة، والملك لير. واشتهر بدوره في مسرحية صابر أفندي، وشارك في مهرجانات دمشق فعُرف بتقديمه مسرحية شيخ الكتَّاب، والتعويذة، وله أغنية (راح يجننوني).
وهو من روَّاد المسرح السوري، وقدَّم أعمالاً للتلفاز، واشتهر في مسلسل صح النوم الذائع الصيت الذي لاقى نجاحًا باهرًا، وعُرف فيه بشخصية (بدري أبو كلبشة) وبعبارته المشهورة (أنفي لا يُخطئ). واعترف النقَّاد والفنانون بريادته في مسيرة الفن السوري.

## أعماله
من مسرحياته:
- أزمة عصبية
- بين ساعة وساعة
- صابر أفندي
- تعال نضحك

من مسلسلاته:
- صح النوم
- مقالب غوار
- ستيريو في الحي الشرقي
- الدولاب
- انتقام الزباء

من أفلامه:
- العالم سنة 2000
- غراميات خاصة.
- الخاطئون.
- صح النوم.

## وفاته وتكريمه
توفي عبد اللطيف فتحي يوم السبت 27 جمادى الآخرة 1406هـ الموافق 8 مارس (آذار) 1986م، عن 70 عامًا.
وكرمته الدولة السّورية بإصدار طابع بريدي يحمل رسمه، وفي عام 2008م منحه الرئيس بشار الأسد وسامَ الاستحقاق من الدرجة الممتازة، في احتفاليات مدينة دمشق عاصمة للثقافة العربية.
وصدرت سيرته في كتاب (ظرفاء من دمشق) للمؤرخ أكرم العلبي عام 1996.
وفي كتاب (عبد اللطيف فتحي: رائد المسرح الشعبي) للمؤرخ الباحث أحمد بوبس عام 2019.